# Христо Тасев (Ташмарунища)
Христо Тасев е български революционер, войвода на Вътрешната македоно-одринска революционна организация.

## Биография
Роден е в стружкото село Ташмарунища. Влиза във ВМОРО и е един от първите дейци на Организацията в Стружко. По време на Илинденско-Преображенското въстание през лятото на 1903 година е войвода на селската чета на Ташмарунища. Загива на 4 август заедно с брат си Наум в сражение с турската войска.